# Thekla Krause
Thekla Krause (* 18. Mai 1969) ist eine ehemalige deutsche Fußballspielerin.

## Karriere

### Vereine
Krause begann ihre Karriere bei Fortuna Sachsenroß Hannover. Mit ihrem Verein erreichte sie 1988 das Halbfinale um die Deutsche Meisterschaft, scheiterte dort jedoch nach zwei 0:1-Niederlagen gegen den KBC Duisburg. Ein Jahr später wurde sie mit ihrem Verein Meister der Oberliga Nord und qualifizierte sich 1990 für die seinerzeit neu eingeführte zweigleisige Bundesliga. Nachdem ihr Verein 1997 trotz sportlicher Qualifikation für die eingleisige Bundesliga auf den Startplatz verzichtete, wechselte sie zu den Sportfreunden Siegen. Am ersten Spieltag der Saison 1997/98 erzielte sie das erste Tor der eingleisigen Bundesliga.
Zur Saison 1999/2000 wechselte sie zum Hamburger SV. 2002 schloss sich die Bankkauffrau dem seinerzeitigen Bezirksligisten FFC Oldesloe 2000 an. Mit der Mannschaft gelang zunächst der Aufstieg in die Verbandsliga und nach dem Aufstieg in die Regionalliga Nord im Jahre 2004 beendete sie ihre Karriere.

### Nationalmannschaft
Krause bestritt im Jahr 1988 fünf Länderspiele für die A-Nationalmannschaft, für die sie zwei Tore erzielte; jeweils eins in ihren ersten beiden.